# Thom Yorke

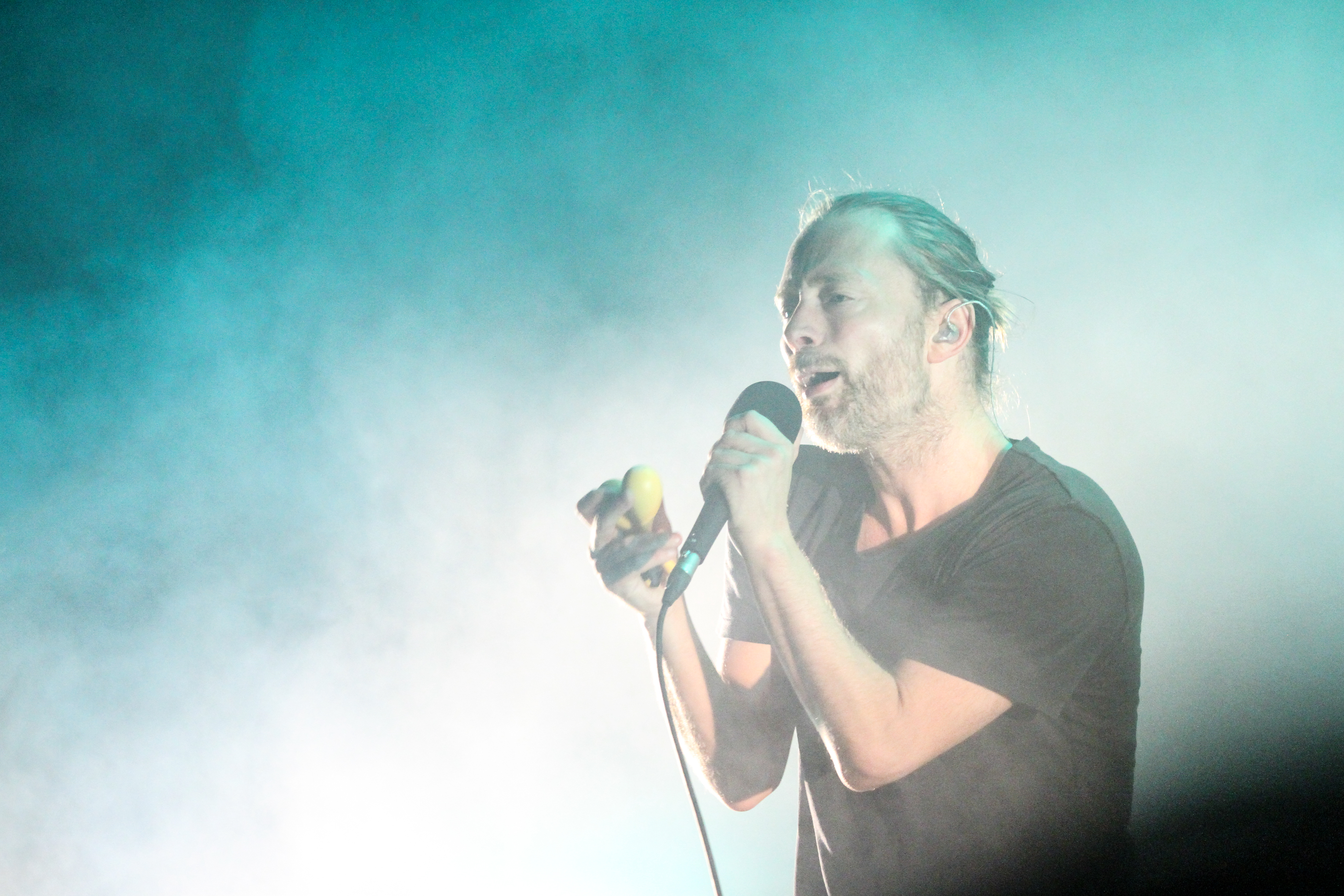
Thom Yorke auf dem Melt! Festival (2013)

Thom Yorke (* 7. Oktober 1968 in Wellingborough, Northamptonshire, England; eigentlich Thomas Edward Yorke) ist ein britischer Sänger und Künstler, der vor allem als Sänger der Rockgruppe Radiohead bekannt ist.

## Leben
Seit seiner Geburt ist Yorkes linkes Auge gelähmt. Während seiner ersten sechs Lebensjahre wurde er fünfmal am Auge operiert, wobei die letzte Operation fehlerhaft verlief.
Yorke studierte an der University of Exeter Kunst und Englisch. In seiner Zeit als Student lernte er seine langjährige Freundin Rachel Owen († 18. Dezember 2016) kennen, mit der er zwei Kinder hat. Das Paar trennte sich 2015.
Yorke wurde als Sänger der 1986 (unter dem Namen „On a Friday“) gegründeten Band Radiohead bekannt. 2006 veröffentlichte er das Soloalbum The Eraser und 2013 – als Teil der „Supergroup“ Atoms for Peace – das Album Amok. Der Titel des Albums Anima, das nach fünfjähriger Arbeit 2019 erschien, steht für „Seele“. Es beruht auf Yorkes Beschäftigung mit Carl Gustav Jung und Matthew Walker („Why We Sleep“). Das Album erschien in Begleitung eines 14-minütigen Kurzfilms von Paul Thomas Anderson, der auf Netflix veröffentlicht wurde und drei Songs aus dem Album enthält.
Als wichtigen musikalischen wie textlichen Einfluss in der Anfangszeit nennt Yorke R.E.M. Zudem schätzt er die Lyriker E. E. Cummings, T. S. Eliot und Philip Larkin. Yorke kann keine Noten lesen.
2021 war Yorke mit Jonny Greenwood und dem Sons-of-Kemet-Schlagzeuger Tom Skinner Gründungsmitglied von The Smile; ihren ersten gemeinsamen Liveauftritt hatten sie im Mai 2021 beim Glastonbury Festival. Ihr Album A Light for Attracting Attention mit 13 Songs erschien 2022.
Er ist Mitglied der Organisationen Make Poverty History, Make Trade Fair und The Big Ask.

## Auszeichnungen
Der Rolling Stone listete Yorke 2008 auf Rang 66 der 100 größten Sänger aller Zeiten. 2018 wurde er auf den Filmfestspielen von Venedig für seinen Song A suspirium in Luca Guadagninos Film Suspiria mit dem Sound Track Star Award ausgezeichnet.

## Diskografie

### Solo
Alben
- 2006: The Eraser
- 2008: The Eraser - Rmxs (Remixalbum; US-Import)
- 2014: Tomorrow’s Modern Boxes
- 2018: Suspiria (Music for the Luca Guadagnino Film)
- 2019: Anima
- 2024: Confidenza (Music for the film by Daniele Luchietti)
- 2025: Tall Tales (mit Mark Pritchard)

EPs
- 2006: Spitting Feathers (in Japan veröffentlichte 7-Track B-Side-EP)
- 2019: Suspiria Unreleased Material

Singles
- 2006: Black Swan (Album: The Eraser)
- 2006: Harrowdown Hill (Album: The Eraser)
- 2006: Analyse (12″ & Download, Album: The Eraser)
- 2009: Feeling Pulled Apart by Horses
- 2009: Hearing Damage
- 2011: Shipwreck (Modeselektor & Thom Yorke, Album: Monkeytown)
- 2012: This (Modeselektor & Thom Yorke, Album: Monkeytown)
- 2017: YouWouldn'tLikeMeWhenI'mAngry
- 2019: Daily Battles (Album: Motherless Brooklyn)
- 2020: Her Revolution / His Rope (Burial, Four Tet & Thom Yorke)
- 2022: 5.17
- 2022: 5.17 / That’s How Horses Are

Remixes
- 2021: Creep (Very 2021 Rmx) (Radiohead)
- 2021: Gazzillion Ear (Thom Yorke Man on Fire Remix) (MF DOOM)

### Mit Atoms for Peace
Alben
- 2013 Amok

Singles
- 2012: Default
- 2012: Judge Jury and Executioner

### Mit The Smile
Alben
- 2022: A Light for Attracting Attention
- 2024: Wall of Eyes
- 2024: Cutouts

## Filmografie
- 2016: Flows
- 2018: Suspiria
- 2024: Confidenza

## Auszeichnungen für Musikverkäufe
| Goldene Schallplatte - Japan - 2006: für das Album The Eraser |

Anmerkung: Auszeichnungen in Ländern aus den Charttabellen bzw. Chartboxen sind in ebendiesen zu finden.
| Land/RegionAuszeichnungen für Musikverkäufe (Land/Region, Auszeichnungen, Verkäufe, Quellen) | Gold     | Platin | Verkäufe | Quellen    |
| -------------------------------------------------------------------------------------------- | -------- | ------ | -------- | ---------- |
| Japan (RIAJ)                                                                                 | Gold1    | —      | 100.000  | riaj.or.jp |
| Vereinigtes Königreich (BPI)                                                                 | Gold1    | —      | 100.000  | bpi.co.uk  |
| Insgesamt                                                                                    | 2× Gold2 | —      |          |            |